# Хамзін Кірам
Кірам Хамзінович Хамзін (1889, Татарський Єлтан, Чистопольський повіт — лютий 1923, Казань) — радянський партійний і державний діяч. Учасник громадянської війни. Нарком освіти Кримської АРСР.

## Біографія
Народився 1889 року в селянській сім'ї у селі Татарський Елтан Чистопольського повіту Казанської губернії у бідній багатодітній родині. Від бідності їхав на заробітки до Сибіру. Нічого не заробивши, повернувся додому. У 1914 році, в Першу світову війну, був призваний до Російської імператорської армії, унтер-офіцер. Служив у Владивостоці.
У 1917 році він повернувся до села, був обраний головою сільської ради. Того ж року був обраний головою Чистопольського мусульманського комісаріату. Член РСДРП(б) із 1918 року. У січні 1918 року делегатом 3-го Всеросійського з'їзду Рад робітничих, солдатських та селянських депутатів. Під час повстання Чехословацького корпусу у 1918 році був направлений до Казані у розпорядження контррозвідки. У 1919 році у боротьбі проти Колчака його призначили командиром загону Чистопольського повіту.

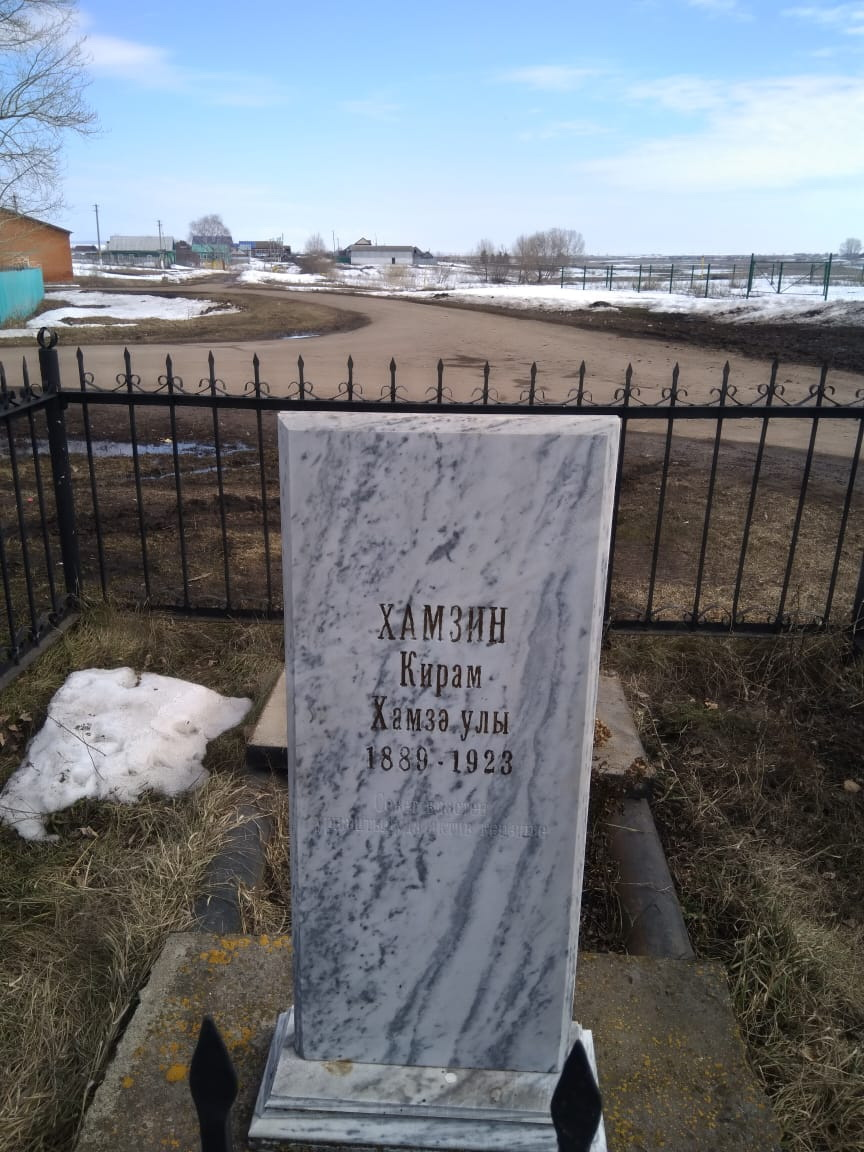
Могила Кірама Хамзіна

З листопада 1921 по листопад 1922 — нарком освіти Кримської АРСР. При призначенні він сам вказував на свій недостатній рівень освіти, але був призначений із партійної доцільності. Його діяльність на посаді збіглася з періодом голоду в Криму 1921—1923 років та післявоєнної розрухи. Система шкіл, особливо у сільській місцевості, була в колапсі, при величезній нестачі вчителів наявні вчителі та учні вимирали. Була велика заборгованість з праці вчителів кілька місяців. З великими труднощами до кінця 1922 року почалося часткове фінансування шкіл.
Помер у лютому 1923 року в Казані.

## Пам'ять
На честь Хамзіна в Чистополі названо вулицю.